# いわき芸術文化交流館アリオス
いわき芸術文化交流館（いわきげいじゅつぶんかこうりゅうかん）は、福島県いわき市平字三崎にあるコンサートホール、劇場、舞台芸術練習場などからなる芸術文化交流施設である。愛称は「いわきアリオス」。「いわき芸術文化交流館アリオス」という呼称も用いられる。

## 概要

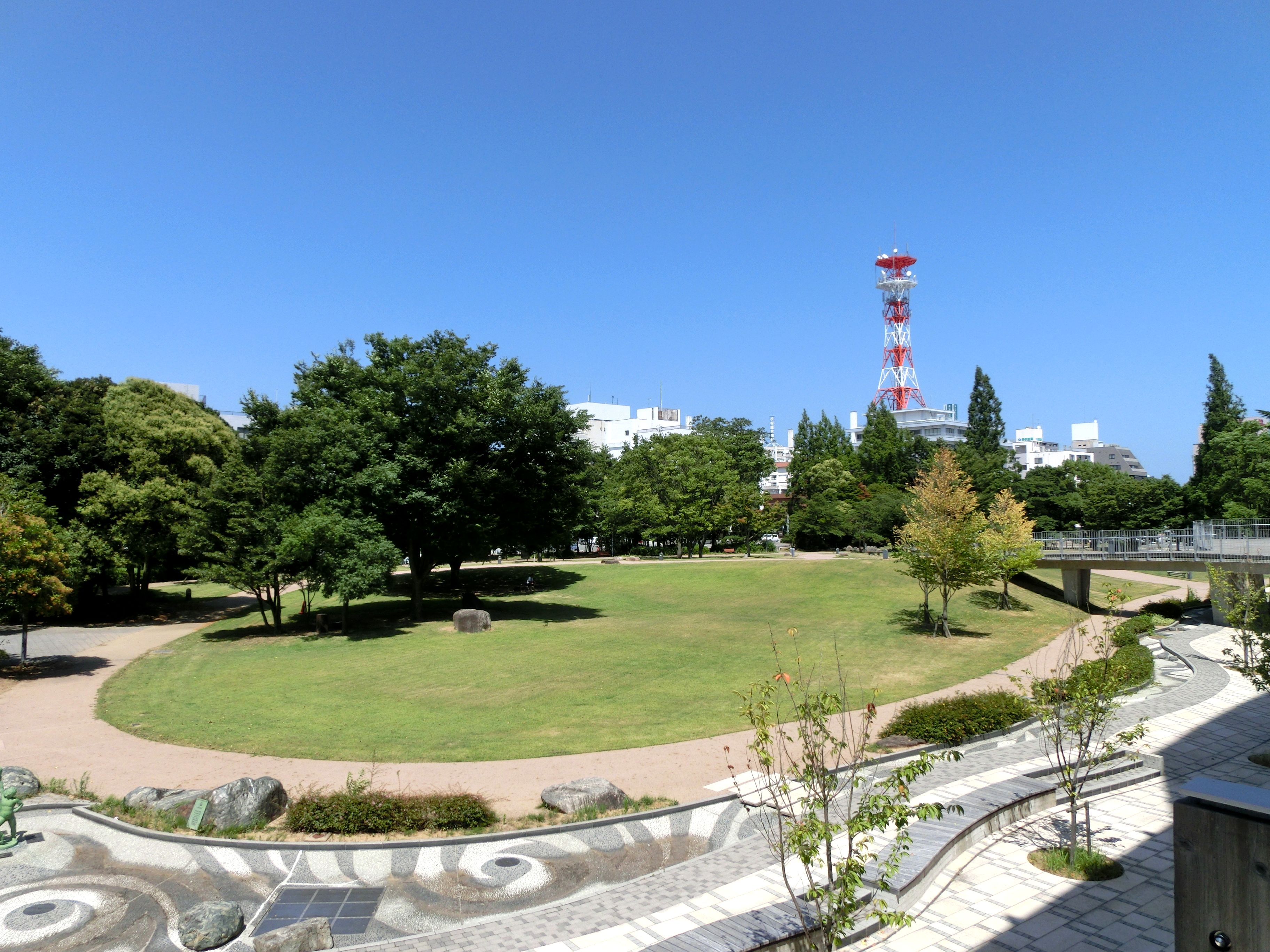
アリオス2階から平中央公園を望む

施設は、地上6階建ての本館、および、地上4階建ての別館で構成されている。本館は大ホール棟（北緯37度2分59.2秒 東経140度53分23.9秒 / 北緯37.049778度 東経140.889972度）、交流ロビー棟、中劇場棟（北緯37度2分59.8秒 東経140度53分19.8秒 / 北緯37.049944度 東経140.888833度）より成り、大ホール、中劇場、小劇場などがある。別館（北緯37度2分58.6秒 東経140度53分19.4秒 / 北緯37.049611度 東経140.888722度）には、音楽小ホール、練習室などがある。本館中劇場棟は旧・平市民会館の跡地に建設され、別館は旧・いわき市音楽館を改修して転用している。2008年4月8日に大ホール、小劇場などが第一次オープンし、2009年5月2日に中劇場など全ての施設が完成しグランドオープンした。
ALIOSという愛称は、Ar t（芸術）、Life（生活）、Information（情報）、Oasis（憩いの場）、Sightseeing（観光）の頭文字からとったもので、市民の様々なニーズに対応した機能が充実していることを表現している。
この事業は、いわき市が、民間の資金やノウハウを活用して施設整備をする「PFI」方式を導入。施設の設計、建設、維持管理を特別事業目的会社「いわき文化交流パートナーズ」が行う。施設の事業運営は、PFIから外し、いわき市が直営で行う。
前身の平市民会館時代よりも、大ホールの客席数が減らされたことで全国クラスのコンクールが開催できないと、合唱などの団体から計画の見直しが求められ、当初の計画より座席数を増やすこととなった。
いわきアリオスのエントランスホールは平中央公園と隣接していて、1階ホールの他2階デッキからも直接行くことができる。

## 館内概要

### 本館
大ホール（アルパイン大ホール）
＜1階 - 5階（入場口は2階）＞
国内最高水準の音響性能を持つ、シューボックス型3層バルコニー形式のホールで、音が客席全体に均一に届くように設計され、ホール全体が楽器のように鳴り響く。
音響反射板は可動式なので、音楽、演劇、ダンス、古典芸能など様々なジャンルの上演が可能。
- 舞台形式：プロセニアム形式（可変）/音響反射板形式（中編成・大編成・拡張編成）
- 客席数：通常時 1,705席 最大1840席 1・2階のみ使用時 1,122席 オーケストラピット使用時 1,516席

中劇場
＜1階 - 5階（入場口は2階）＞
国内有数の舞台装置を持つ、可変型2層バルコニー形式のホールで、効率よく多様な舞台形式に対応でき、建築と舞台機構が一体となって構成される劇場空間をつくる。
国内初となる「移動式縦型客席ユニット」と「移動式額縁ユニット」を導入し、ホバークラフトの原理を応用し、ユニットの下に高圧の空気を送り込んで浮かせることによって少人数で転換が可能。
演劇や、ダンス、能などの古典芸能、コンサートといった様々なステージプランに応じて舞台、客席面の形式を変動できる。
- 舞台形式：8間プロセニアム形式（基本） 6間プロセニアム形式 ポディウム形式 スラスト形式 能舞台形式 8間花道形式
- 客席数：8間プロセニアム形式 687席 6間プロセニアム形式 500席 ポディウム形式 565席 スラスト形式 517席

小劇場
＜4階 - 5階（入場口は4階）＞
ワンボックス型＋両袖舞台1層バルコニー形式のホールで、舞台、客席面の形状が変えられる。演劇、音楽、落語、ダンスなど様々なステージプランを可能にし、表現のすべてがダイレクトに客席に伝わる。
舞台、客席面の形状の変更が可能で、客席を引き出し状に収納し、平土間形式でも利用できる。
客席数は、233席。
中リハーサル室
＜3階＞
小劇場の稽古場としても適した広さを有し、バレエ、ダンス、舞踊などのリハーサル、ワークショップや演劇活動にも利用可能。
スタジオ
＜3階＞
交流ロビーに臨む特徴的な多角形の空間で、防音、遮音性にすぐれ音漏れが気になるバンド練習に適している。
大リハーサル室
＜5階＞
遮音性に留意した広いスペースは、大ホールの舞台面と同様の面積があり、事前リハーサルなどに利用できる。
カスケード（交流ロビー）
＜2階＞
天井から自然光が差し込み、開放感のある吹き抜けのロビー空間。「カスケード」とは「幾筋もの滝」という意味で、天井からの光の反射が壁面にきらめき、いくつもの水筋を作るようなイメージになっている。
また、市民に長年親しまれた旧市民会館の緞帳（棟方志功原画の「大平和の頌（だいへいわのしょう）」）が陶板のモニュメントになって設置されている。
カンティーネ、アリオスカフェ
＜2階＞
アリオスの中心に位置するカンティーネ。休憩などに最適。
アリオスラウンジ（市民活動室）
＜1階＞
音楽、演劇などの関連雑誌を閲覧でき、また、コピー、ファックス機などを備えている。などがある市民活動室。
キッズルーム
＜1階＞
公園に面し、開放的な空間。授乳室や子ども用トイレを備えている。
インフォメーション、チケットカウンター、ショップ、レストラン
＜1階＞
屋上テラス
＜4階＞
屋上に現れたくつろぎの庭園。天の川をイメージした四季折々の草花が迎えてくれる。
デッキテラス
＜3階＞
公園側に広がる空間。公園を一望でき心地よい風を感じることが出来る。

### 別館
音楽小ホール（いわしん音楽小ホール）
＜1階 - 2階（入場口は1階）＞
固定舞台、音響、照明設備などが設けられ、リサイタルや、発表会などに最適なホール。
客席数は200席。
練習室
＜2階 - 3階＞
音楽全般を主に、40 - 50人程度で練習可能な中練習室のほか、少人数用の練習室も備えている。
稽古場
＜4階＞
演劇やダンス、古典芸能などで利用できる。

## 沿革
- 1966年（昭和41年）
  - 4月：「平市民会館」（北緯37度2分59.8秒 東経140度53分19.8秒 / 北緯37.049944度 東経140.888833度）が開館。
  - 10月1日：平市を含む5市4町5村が新設合併し、いわき市が発足。
- 1988年（昭和63年）：「いわき市音楽館」（北緯37度2分58.6秒 東経140度53分19.4秒 / 北緯37.049611度 東経140.888722度）開館。
- 2006年（平成18年）1月：建設工事開始
- 2007年（平成19年）3月20日：平市民会館およびいわき市音楽館閉館
- 2008年（平成20年）4月8日：「いわき芸術文化交流館」が第一次オープン
- 2009年（平成21年）5月2日：グランドオープン
- 2010年（平成22年）
  - 1月：USITT賞（米国劇場技術協会建築賞）を受賞
  - 5月：北米照明学会照明賞 優秀賞を受賞[3]
  - 7月：国際建築賞2010を受賞[3]
  - 7月：第51回BCS賞（建築業協会賞）を受賞[3]
- 2011年（平成23年）
  - 3月11日：東北地方太平洋沖地震（東日本大震災）の発生に伴い、全ての業務が停止となる。
  - 6月17日：一部の業務が再開[4]。
  - 11月1日：全館再オープン[5]。
- 2020年（令和2年）4月18日 - 5月20日：新型コロナウイルス感染症拡大防止のため休館。
- 2023年（令和5年）4月1日：アルプスアルパイン、いわき信用組合とのネーミングライツ（命名権）契約により、大ホールの愛称が「アルパイン大ホール」、音楽小ホールの愛称が「いわしん音楽小ホール」となる[6]。

## その他
- 施設のイメージを図案化したシンボルマークは、石井竜也（カールスモーキー石井）がデザインを担当した。
- 施設内の美術品
  - カスケード（交流ロビー）平市民会館の緞帳平市民会館の緞帳（どんちょう）棟方志功作 大平和の頌 美術陶板
  - カンティーネ いわき市出身の画家若松光一郎作 オートノーミ`91
  - 中劇場外壁面 詩人谷川俊太郎のアリオスに寄せた詩のレリーフ